# Reijer Jansen
Reijer Jansen (Wageningen, 29 september 1922 – aldaar, 19 september 2016) was een Nederlands voetballer die als rechtsbuiten speelde.
Jansen speelde van 1939 tot 1954 voor Wageningen, met een onderbreking in de Tweede Wereldoorlog toen hij te werk gesteld in Duitsland bij TuS Neuendorf speelde en tweemaal de Gauliga Moselland won. Met Wageningen won hij in 1948 de KNVB Beker. Bij De Graafschap maakte Jansen tot 1957 de beginjaren van het profvoetbal in Nederland mee. Jansen speelde daarna nog bij amateurclub SKV.